# Project Ara

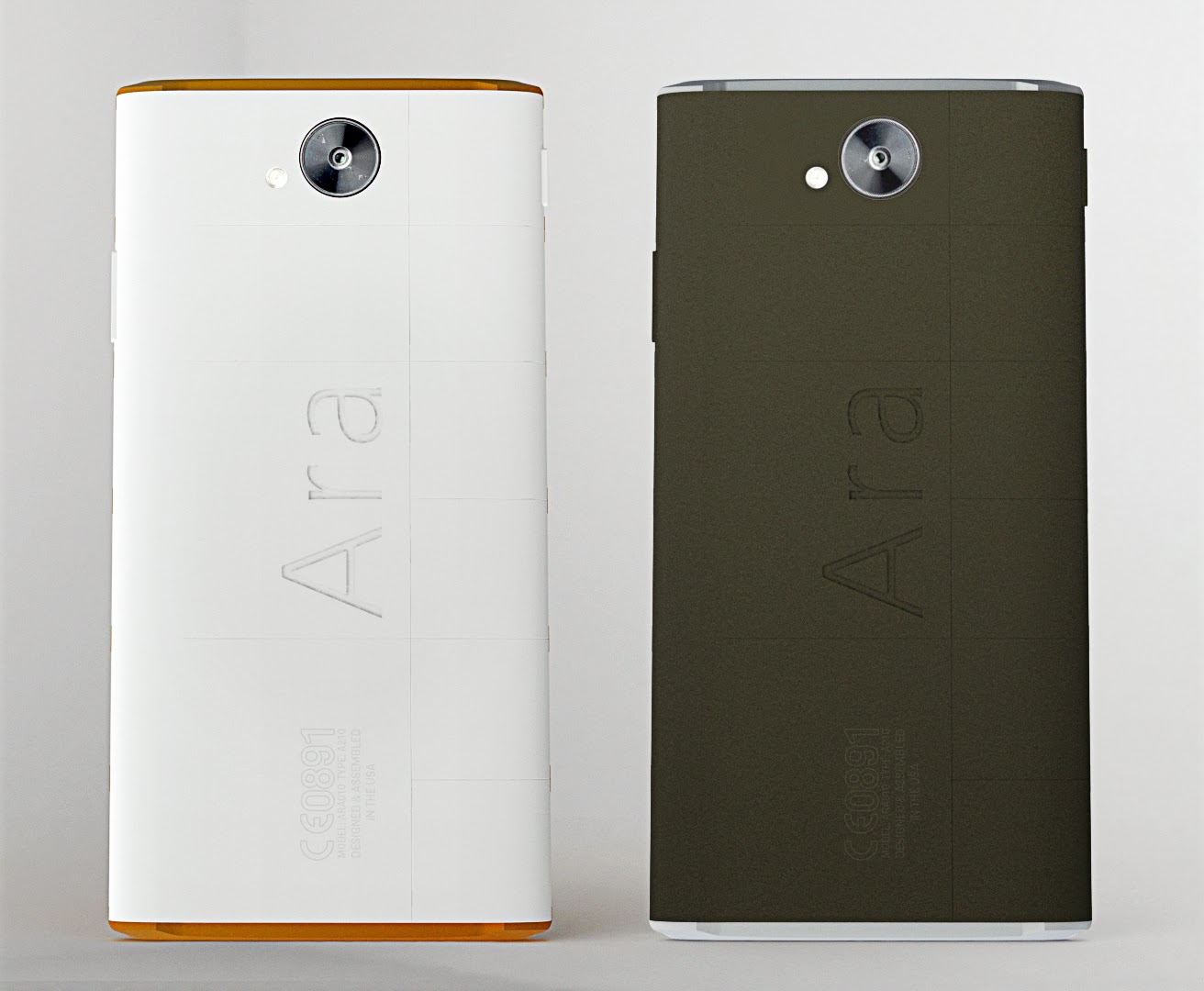
In diesem Konzept kann man die einzelnen Module kaum noch erkennen

Project Ara war ein Projekt von Google, in dem ein modulares Smartphone entwickelt werden sollte. Wie beim System Phonebloks sollte jedermann einzelne Bestandteile des Mobiltelefons hinzufügen oder entfernen können. Dafür werden anfänglich „Endoskelette“ in drei Größen entworfen. In diese sollten verschiedene Module – z. B. der SoC, Akku oder das Display – eingebaut werden und austauschbar sein, für den Fall, dass sie defekt oder überholt sind. Dadurch sollte das Smartphone über längere Sicht billiger bleiben und weniger Elektroschrott anfallen.
Auch würde sich ein den eigenen Wünschen anpassbares Smartphone kreieren lassen.

## Funktionsweise und Aufbau
Die Grundplatten, genannt Endoskelette, sollten in den Größen klein (4″), mittel (4,5″) und groß (5″, jeweils Bildschirmdiagonale) verfügbar sein. Darauf waren Module zu schieben, die ein Permanentmagneten hielt. (Ein Permanentmagnet hält dauerhaft, bei Bedarf wird sein Magnetfeld durch elektrischen Strom durch eine Spule neutralisiert.) Die Modulgrößen belaufen sich auf 1×1, 1×2 und 2×2 Einheiten. Eine Einheit entspricht dabei 20 mm, ein Modul mit 2 Einheiten Länge ist jedoch 43 mm lang. Jedes Modul kann, sofern die Größe übereinstimmt, in jedes beliebige Fach auf der Rückseite eingeschoben werden. Sie sind auch mit den anderen Gerätegrößen kompatibel. Eine Ausnahme bilden die Module auf der Vorderseite, da sie die gesamte Breite des Endoskeletts nutzen.
Die Grundplatte mit einem kleinen Akku und einem schwachen Prozessor von Rockchip waren nicht austauschbar, sie sollten nur im eingeschalteten Zustand den Austausch aller Bestandteile außer CPU und Display ermöglichen.
Erwogen wurde auch die Aufrüstung als Blutdruckmesser, Wärmebild- oder Nachtsichtkamera.
Als Betriebssystem wird eine modifizierte Version von Android Lollipop verwendet, wodurch „Hot-Swapping“ ermöglicht werden soll, also das Austauschen von Modulen während das Gerät noch eingeschaltet ist.

## Geschichte
Das Projekt Phonebloks des niederländischen Designers Dave Hakkens mit dem Ziel, ein modulares Smartphone zu entwickeln, stieß anfangs auf Skepsis, da es viele technische Hürden zu überwinden galt und kaum ein Konzern bereit war, mit einem kleinen Team zusammenzuarbeiten, um ein konkurrenzfähiges Gerät zu entwickeln. Motorola entwickelte parallel dazu ein gleichgelagertes Projekt unter dem Namen 'Sticky'. Dieses gewann an Realisierbarkeit, auch da die Entwicklung vom „Advanced Technologies and Projects“-Team (kurz: ATAP; deutsch: fortgeschrittene Technologien und Projekte) gestartet wurde, das ein Teil von Motorolas Konzernmutter Google war. Es gab ein Treffen mit dem Phonebloks-Gründer, jedoch keine Zusammenarbeit.  Dabei änderte sich der Name in „Project Ara“. Als Google bekannt gab, Motorola an Lenovo verkaufen zu wollen, blieb das zuständige Team dennoch ein Teil Googles.
Im April 2014 verkündeten Namensgeber Ara Knaian und Projektleiter Paul Eremenko, dass im selben Monat Prototypen funktionsfähig seien.
Am 27. Juni 2014 stellte Google einen Prototyp auf der I/O Messe vor, der beim Einschalten die Arbeit einstellte. Im Jahr 2016 verkündete Google eine komplette Neuausrichtung des Projekts. Dabei wurde die Idee so modifiziert, dass Grundbestandteile wie CPU, GPU und Bildschirm nicht mehr austauschbar waren und nur noch sechs Steckplätze für Erweiterungen zur Verfügung standen. Später im Jahr stellte Google das gesamte Projekt ein.

## Motivation für das Projekt
Google strebte mit Ara mehr Nutzer von Android-Smartphones an und weniger den Gewinn durch Hardware-Verkäufe. So sollte zum Marktstart eine „Basic-Variante“ mit Display, Akku, Speicher, Wifi-Modul und Low-End-SoC für rund 50 US-Dollar verkauft werden. Ziel war das daraus resultierende Wachstum von Googles mobilem Betriebssystem Android.